# Esarcus baudii
Esarcus baudii är en skalbaggsart som beskrevs av Georg Karl Maria Seidlitz 1889. Esarcus baudii ingår i släktet Esarcus och familjen vedsvampbaggar. Inga underarter finns listade i Catalogue of Life.